# S11 (Georgien)
Saertaschorisso mnischwnelobis gsa S11 (georgisch: საერთაშორისო მნიშვნელობის გზა ს-11), auch bekannt als "Achalziche - Ninozminda (Grenze der Republik Armenien)", ist eine 112 Kilometer lange Fernstraße in Georgien. Die vollständig zweispurige Hauptstraße beginnt an der S8 in Achalziche und führt über Achalkalaki und Ninozminda bis zur Grenze von Armenien. Nach dem Grenzübergang führt die Straße als M1 weiter nach Gjumri, der zweitgrößten Stadt Armeniens. Die gesamte S11 ist Teil der Europastraße 691, einer E-Route zwischen Ashtarak in Armenien und Horasan in der Türkei, sowie der asiatischen AH82. Außerdem verbindet die S11 zwei weitere georgische S-Straßen, neben der S8 auch die S13, die in die Türkei führt.
Die Straße liegt vollständig in der Region Samzche-Dschawachetien, die geografisch zum armenischen Hochland gehört, und erreicht an der armenischen Grenze eine maximale Höhe von 2.150 Metern über dem Meeresspiegel, ohne dass es dabei zu Gebirgspässen kommt. Die Hochebene zwischen Achalkalaki und der armenischen Grenze hat ein raues Winterklima, was zu häufigen Straßensperrungen aufgrund von starkem Schneefall führt. Zwischen Achalziche und Achalkalaki folgt die S11 der tiefen Schlucht der Flüsse Mtkvari und Paravani.

## Geschichte

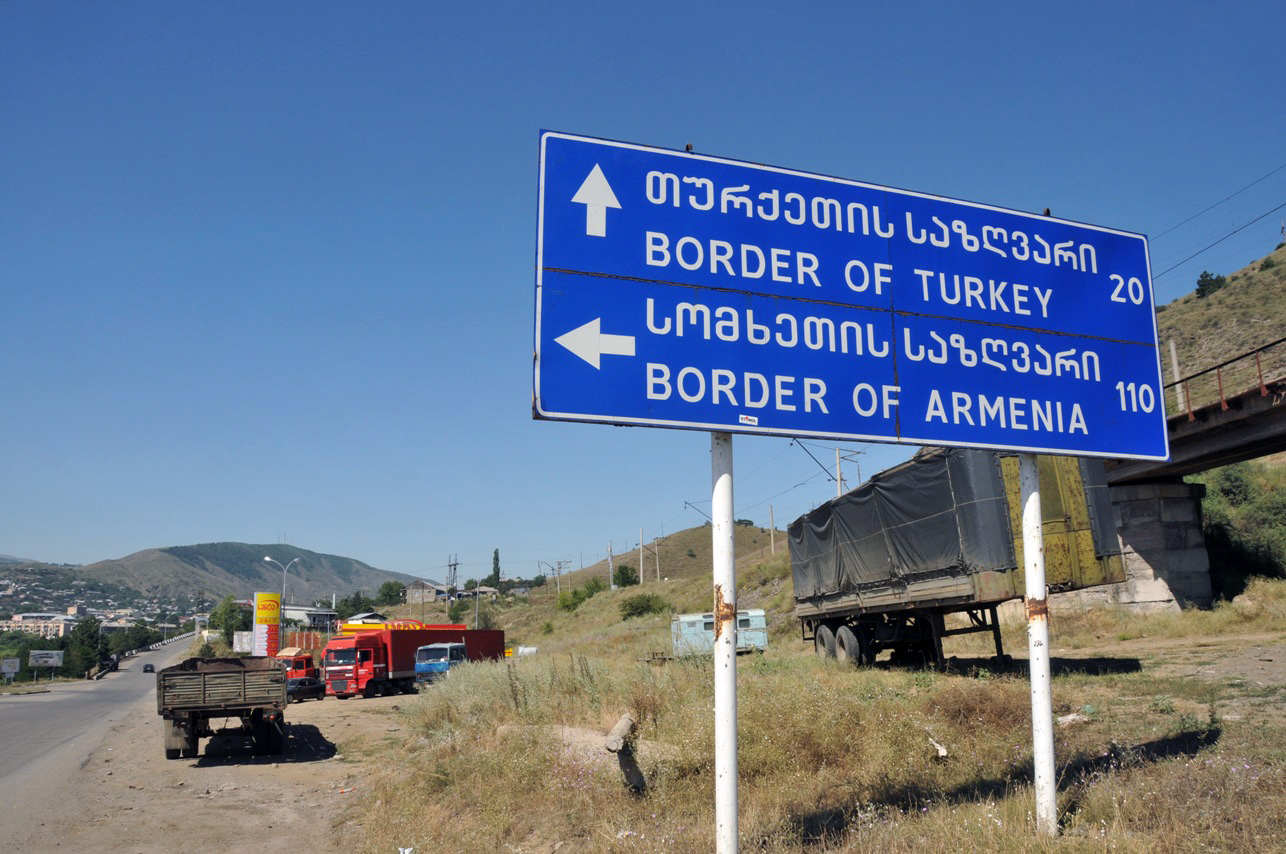
Achalziche, start S11 nach Armenien

Mit der Einführung eines neuen Straßennummernsystems in der Sowjetunion im Jahr 1982 war die heutige S11 Teil der sowjetischen Nationalstraße A-306, die von Batumi über Achalziche und Ninozminda nach Gjumri in Armenien führte. Vor dieser Zeit hatte die Route keine Straßennummer, wie es bei den meisten Hauptstraßen in der Sowjetunion der Fall war. 1996 wurde das aktuelle georgische Straßennummerierungssystem eingeführt, einschließlich der (S-)Kategorie "Straße von internationaler Bedeutung". Der Abschnitt A-306 zwischen Achalziche und der armenischen Grenze wurde durch „S11 Achalziche – Ninozminda (Grenze der Republik Armenien)“ ersetzt. Die A-306 zwischen Batumi und Achalziche wurde zu Sh1 ("Route von nationaler Bedeutung", einer niedrigeren Klasse) und der Abschnitt in Achalziche wurde zu S8.
Die S11 ist eine wichtige Transitstrecke für den Verkehr zwischen Armenien und der Türkei. Wegen des Konflikts in Bergkarabach hat die Türkei die Grenzen zu Armenien geschlossen. Seitdem hat sich die S11 zu einer wichtigen Transitlinie für den Verkehr aus Armenien in die Türkei entwickelt, weil sie die kürzeste Verbindung zwischen den beiden Ländern ist. Für Armenien bietet die Straße außerdem Zugang zu den Häfen von Batumi, obwohl sie als Nebenstrecke verläuft. In den vergangenen Jahren lief der meiste Verkehr über Vale, den Grenzübergang zwischen Georgien und der Türkei, und die Endstation der S8, wo die S11 in Akhaltsikhe anschließt. Seit 2015 gibt es eine kürzere Route über die S13 durch Achalkalaki. Die armenische Gemeinde in Georgien lebt hauptsächlich in der Region Samtskhe-Javakheti, insbesondere in den Gemeinden Achalkalaki und Ninozminda.

## Zukunft
Für 2022 ist keine Aufrüstung des S11 auf höhere Standards geplant. 2019 wurde der Abschnitt von Ninozminda bis zur armenischen Grenze erneuert, der sich in notorisch schlechtem Zustand befand.

## Ortschaften entlang der Strecke
- Achalziche
- Achalkalaki
- Ninozminda